# Nesapterus nigricans
Nesapterus nigricans är en skalbaggsart som beskrevs av Scott 1908. Nesapterus nigricans ingår i släktet Nesapterus och familjen glansbaggar. Inga underarter finns listade i Catalogue of Life.